# EMR2
شبه گیرندهٔ ۲ هورمون شبه موسینی ماژول‌دار شبه فاکتور رشد اپیدرمی (انگلیسی: EGF-like module-containing mucin-like hormone receptor-like 2) یا CD312 یک پروتئین است که در انسان توسط ژن «ADGRE2» کُدگذاری می‌شود.
این گیرنده یکی از اعضای خانوادهٔ بزرگ «گیرنده‌های جفت‌شونده با پروتئین جی، ویژهٔ چسبندگی» است و در مونوسیت‌ها، ماکروفاژها سلول‌های دندریتیک و گرانولوسیت‌ها بیان می‌شود.

## اهمیت بالینی
این گیرنده در سلول‌های سرطان پستان و سرطان روده بزرگ نیز یافت شده‌است. در سرطان پستان به‌طور معکوس با میزان بقای بیمار مرتبط است. جهش کارکردزا (Gain of function) در این ژن باعث کهیر نوسانی شده‌است.